# Le Cèdre penché
Le Cèdre penché   est un film québécois de Rafaël Ouellet avec Viviane Audet et Marie Neige Chatelin sorti en 2007.

## Synopsis
Deux sœurs, Candide et Brigitte, toutes deux musiciennes, reviennent dans leur village natal à la suite de la mort de leur mère, chanteuse de musique country.  Sans être hostile, la relation entre Candide et Brigitte est initialement un peu distante.  Mais au fil des jours, les deux sœurs commencent à se rapprocher.

## Fiche technique
- Réalisateur : Rafaël Ouellet
- Scénario : Rafaël Ouellet
- Image et montage : Rafaël Ouellet
- Musique : Gilles-Vincent Martel
- Date de sortie : 23 février 2007 ( Canada)

## Autour du film
Le Cèdre penché est le premier long-métrage de Rafaël Ouellet, qui, auparavant, a notamment été le réalisateur de l'émission humoristique Le Groulx Luxe.  Il a également participé aux deux premiers films de Denis Côté en étant monteur sur Les États nordiques  et directeur photo de Nos vies privées.  
Produit sans soutien institutionnel et doté d'un très petit budget, le film est tourné à Dégelis, village ou Ouellet a passé son enfance.
Le Cèdre penché est présenté en primeur aux Rendez-vous du cinéma Québécois en février 2007 et y remporte le prix du public, ex aequo avec Congorama de Philippe Falardeau.  Il est également présenté au Festival de Shanghai au mois de juin de la même année.  Au Québec, le film bénéficie d'une sortie commerciale discrète au cours de l'été 2008.
Le thème du duo féminin se retrouve aussi dans Derrière moi, le film suivant de Rafaël Ouellet.